# Akutní horská nemoc
Akutní horská nemoc (zkratka AHN, anglicky AMS – Acute Mountain Sickness, také Altitude sickness) je komplex symptomů vyskytujících se u člověka ve velkých výškách. Způsobena je nedostatkem kyslíku.
Může postihnout každého, kdo se pohybuje ve vyšších nadmořských výškách, kde je nižší atmosférický tlak. Týká se to především letců a horolezců. Protiopatřením je aklimatizace nebo vdechování kyslíku z kyslíkové láhve.
Ve většině případů je AHN závislá na rychlosti výstupu. Může se projevit již ve výšce kolem 3000 m. Akutní horské nemoci lze předejít dostatečnou aklimatizací, pomalým výstupem (300–500 výškových metrů za jeden den a noc, po 1000 metrech se doporučuje udělat den pauzu) a věnování pozornosti prvním příznakům. V případě přetrvávajících problémů je nutné ihned zahájit sestup do nižších poloh. Při podcenění akutní horské nemoci hrozí vysokohorský otok plic nebo vysokohorský otok mozku a následná smrt.

## Typické příznaky AHN
- nechutenství, zvracení
- nespavost
- únava nebo slabost
- nejistota
- malátnost
- vrávoravá chůze
- časté močení, přitom ztráta pocitu žízně, nutné doplňovat tekutiny pro předcházení riziku dehydratace
- nad 7000 metrů nad mořem změny vědomí, ztráta soudnosti